# Sony Pictures Television
Sony Pictures Television (anciennement Columbia/Tri-Star Television) est une société de production de télévision américaine, filiale du Sony Pictures Television Group, une société de Sony Pictures Entertainment.
Sony Pictures Television produit la série The Shield, les feuilletons Les Feux de l'amour et Des jours et des vies et les jeux Jeopardy/Wheel of Fortune et Hazbin Hotel/Helluva Boss (par SpindleHorse, A24, Bento Box Entertainment, Amazon MGM Studios et SPT).
Sony Pictures Television gère un catalogue de près de 300 séries télévisées représentant plus de 30 000 épisodes. Parmi les séries de ce catalogue, on peut citer Breaking Bad, Jinny de mes rêves, Ma sorcière bien-aimée, All in the Family, Arnold et Willy, Maude, Madame est servie, Drôles de dames, L'Île fantastique, The Company, Mariés, deux enfants, The Lizzie Borden Chronicles, Souviens-toi... l'été dernier ou encore Une équipe hors du commun (A League of Their Own)
Sony Pictures Television produit également des émissions ou jeux télévisés comme Les Z'amours